# محمد احمدزاده
محمد احمدزاده (زادهٔ ۲۰ دی ۱۳۳۹ -  بندر انزلی) بازیکن سابق باشگاه ملوان و مربی فوتبال اهل ایران است.

## زندگینامه
محمد احمدزاده در سال ۱۳۳۹ به دنیا آمد وی در سال ۱۳۵۴ و در سن ۱۵ سالگی با تیم نوجوانان ملوان، فوتبال را آغاز کرد. احمدزاده در سال ۱۳۵۷ به عضویت تیم بزرگسالان ملوان درآمد و در لیگ هفتم برای این تیم بازی کرد. وی در شهریور ۱۳۵۷ و برای مسابقات قهرمانی آسیا و کان فرانسه به عضویت تیم ملی نوجوانان ایران درآمد و در سال ۱۳۵۹ به تیم ملی جوانان دعوت شد.
احمدزاده در سال ۱۳۶۰ در تیم فوتبال تهران جوان بازی می‌کرد و در بین سال‌های ۶۱ تا ۶۴ رشته ورزشی خود را به بسکتبال و تنیس روی میز تغییر داد و در اواخر سال ۶۴ به فوتبال و ملوان انزلی بازگشت.
وی در سالهای ۱۳۶۵ و ۱۳۶۹ به مربیگری بهمن صالح نیا با تیم ملوان قهرمان جام حذفی ایران شد و در همان سال قهرمان منطقه ۴ آسیا در سریلانکا با همین تیم شد.
ایشان در مقطعی از فوتبال حرفه‌ای دور شد و به رانندگی روی کامیون پرداخت  وی دلیل این تصمیم را شرایط سخت و جو بد فوتبال کشور عنوان کرده بود

## افتخارات
برخی از افتخارات محمد احمدزاده عبارتند از:
- آقای گل مسابقات منطقه ۴ آسیا با تیم ملوان با زدن ۱۰ گل زده
- زدن رکورد دست نیافتنی ۹ گل در یک مسابقه در مسابقات قهرمانی منطقه ۴ آسیا در سریلانکا
- آقای گل مسابقات لیگ گیلان با تیم ملوان
- قهرمان جام حذفی ایران در سال ۱۳۶۵ با تیم ملوان
- نایب قهرمان جام حذفی ایران در سال ۱۳۶۶ با تیم ملوان
- نایب قهرمان جام حذفی ایران در سال ۱۳۶۷ با تیم ملوان
- آقای گل لیگ قدس در سال ۱۳۶۸ با به ثمر رساندن ۱۶ گل با تیم ملوان
- قهرمان جام حذفی ایران در سال ۱۳۶۹ با تیم ملوان
- شروع مربیگری با تیم جوانان بانک تجارت در تهران در سال ۱۳۷۲

محمد احمدزاده در ۱۳۷۵ مربیگری را با تیم ملوان آغاز کرد و علاوه بر چندین دوره حضور بر روی نیمکت ملوان، سابقه مربیگری در تیم‌های مس کرمان، برق شیراز، استقلال اهواز، فجر سپاسی، پیکان تهران، گهر دورود، اربیل عراق، شهرداری اردبیل، شاهین بوشهر در رده باشگاهی؛ و تمامی رده های تیم ملی ایران ( نوجوانان، جوانان، امید و بزرگسالان ) به عنوان سرمربی یا دستیار را در کارنامه دارد. وی دارای مدرک مربیگری A آسیا است.او زمانی که سرمربی برق شیراز بود آشکارا به فساد و دوپینگ در فوتبال ایران اشاره کرد